# CO-CO MIX
『CO-CO MIX』（コ・コ・ミックス）は、2000年4月3日から2005年9月30日までJFN系列で放送されていたジャパンエフエムネットワーク (JFNC) 製作のワイド番組である。

## 概要
1998年3月まで放送された『L・Wellness〜素敵にトランタン〜・11時台』と『ランチタイムミュージック』を統合させて1998年4月から放送されていた昼の帯番組『LA-LA PIX』（ラ・ラ・ピックス）の改題リニューアル版。
番組は、リスナーから寄せられたハガキ・FAX・電子メールと、メールに添付された写真画像を紹介していた。リスナーが自分の声を留守番電話に残し、最後に「コ〜コ〜ミックス！」のコールで締める「CO-CO CALL」（コ・コ・コール）という企画もあった。番組タイトルには「リスナーからのメッセージや留守電メッセージと音楽とをここちよくミックスする」の意味が込められており、番組宣伝でもそれが強調説明されていた。番組中に掛かる楽曲の大半は洋楽であった。
ノベルティは番組タイトルロゴ入りのステッカーで、レイティング（聴取率調査）期間中にハガキ・FAX・メールを読まれたリスナーや、番組側から掛かってきた電話（通称：逆電）に出たリスナーにはパーソナリティーのサイン入りでプレゼントされた。
後番組は『Switch!』。

## 歴代パーソナリティ
- 1998年4月 - 2000年3月：篠田潤子 (LA-LA PIX パーソナリティーとして、月曜日から金曜日の全曜日を担当)
- 2000年4月 - 2001年3月：中田美香、篠田潤子
- 2001年4月 - 2003年3月：中田美香、篠田潤子、井坂綾
- 2003年4月 - ：篠田潤子（月曜・火曜）[2]、井坂綾（水曜・木曜）[2]、加藤円夏（金曜）[2]

## 放送時間
基本的には毎週月曜 - 金曜 11時30分 - 12時55分（日本標準時）に放送されていたが、11時55分からのニュースの前に飛び降りするネット局や12時00分から飛び乗るネット局もあり、放送時間は全局一律ではなかった。
年内最後の放送が大晦日に行われる場合、同日の放送は全局ともに11時55分までとなった。当時のJFN加盟局は、大晦日に4時間枠の年末特別番組『スーパー・グランド・カウントダウン』を編成していたためである。この年末回で掛かる曲は、「掃除がはかどりそうな曲」をキーワードにセレクトされていた。

## ネット局
Kiss-FM KOBEとHi-Six以外のネット局データは、かつて存在した番組公式サイトからの参考。
- エフエム岩手 (FMI) - 2004年9月までは11時55分に飛び降り。
- エフエム秋田 (AFM)
- エフエム福島（ふくしまFM）
- エフエム栃木 (RADIO BERRY)
- エフエム群馬（FMぐんま）
- エフエムラジオ新潟 (FM-NIIGATA) - 12時00分に飛び乗り。一時期番組の放送を中断していた。
- 富山エフエム放送（FMとやま）
- 福井エフエム放送（FM福井）
- 長野エフエム放送（FM長野）
- エフエム岐阜 (Radio 80)
- 三重エフエム放送（FM三重）
- エフエム滋賀 (E-Radio → e-radio)  - 金曜の同じ時間帯に『湖岸通り77番地』を放送していたため、基本的に月曜 - 木曜放送分のみをネットしていた。2001年7月から11月までは期間限定番組『元気ナビゲーション！夢〜舞めんと滋賀』を放送するため、水曜・木曜放送分のみのネットに切り替えていた[5][6]。『おひるねっと ステーション』の放送枠拡大に伴い、2003年3月をもって打ち切り。
- 兵庫エフエム放送 (Kiss-FM KOBE)[2] - JFN加盟後から2003年9月までネット。
- エフエム山陰 (V-air)
- エフエム山口 (FMY) - 2001年9月までは11時55分に飛び降り。『Heart Beat Basket』の開始で一旦レギュラー放送を打ち切り。2003年4月に再開し2004年3月まではフルネットしていたが『ランチタイムブレイクSkip×Skip×Skip』の開始に伴い再度レギュラー放送を打ち切りとなった[7]。
- エフエム徳島 - 金曜のみ11時55分に飛び降り。
- エフエム香川 - 2000年に打ち切り。
- エフエム高知 (Hi-Six) - 2005年から放送。
- エフエム佐賀 (FMS)
- エフエム宮崎 (JOY FM) - 2005年3月をもって打ち切り。